# Easington (Northumberland)
Easington is een civil parish in het bestuurlijke gebied Northumberland, in het Engelse graafschap Northumberland. In 2001 telde het civil parish 139 inwoners.